# Gokak Falls
Gokak Falls là một thị xã của huyện Belgaum thuộc bang Karnataka, Ấn Độ.

## Nhân khẩu
Theo điều tra dân số năm 2001 của Ấn Độ, Gokak Falls có dân số 10.042 người. Phái nam chiếm 51% tổng số dân và phái nữ chiếm 49%. Gokak Falls có tỷ lệ 73% biết đọc biết viết, cao hơn tỷ lệ trung bình toàn quốc là 59,5%: tỷ lệ cho phái nam là 81%, và tỷ lệ cho phái nữ là 64%. Tại Gokak Falls, 12% dân số nhỏ hơn 6 tuổi.